# Congrès UNEF-ID de Nanterre de 1987
Le 9 mai 1987, s’ouvre à Nanterre le 70e congrès de l'UNEF Indépendante et Démocratique. Symboliquement, ce congrès du quatre-vingtième anniversaire de l'UNEF se tient dans le même amphithéâtre que celui qui a servi en 1980 lors de la création de l'UNEF-ID. 

## Le congrès
Le président de l'UNEF-ID, Philippe Darriulat, qui vient d'enregistrer le ralliement du CERES chevènementiste passé de l'UNEF-SE à l'UNEF-ID, appelle à reconstruire la « grande UNEF » autour de l’UNEF-ID. Il entend surtout profiter de la dynamique enclenchée par le mouvement contre le projet Devaquet.
En interne, la majorité, désormais entièrement socialiste, obtient 67 % des mandats. Mais celle-ci est divisée en quatre groupes. D'abord les anciens PCI menés par Philippe Darriulat qui dominent largement la tendance majoritaire. Puis il y a trois sensibilités de taille à peu près comparable, directement héritées de la Tendance plus, les rocardiens, les héritiers du mitterrandismes, dit Nanterriens, et la Sensibilité Villetaneuse proche de SOS Racisme et Julien Dray. La majorité doit faire face à deux tendances d'opposition, d'abord Tendance pour la défense de l'UNEF (TDU) liée au PCI qui jusque-là dominait le syndicat et qui doit se contenter de 17 % des mandats et, avec 16 % la LEAS. Ces derniers qui ont, eux aussi, su profiter du mouvement contre le projet Devaquet, progressent nettement par rapport à 1984. Au-delà des luttes de tendance, ce congrès est l'occasion de faire rentrer au Bureau national (BN) des militants qui se sont fait remarquer lors du mouvement de 1986 comme Emmanuelle Paradis ou David Assouline (en fait rentré au BN en janvier).

## Départ de Philippe Darriulat
En avril 1988, Philippe Darriulat quitte la présidence de l'UNEF-ID et il est remplacé par Christophe Borgel.

## Tentative de créer une sensibilité emmanuelliste
Début 1989, lors d’un CN, Isabelle Martin une proche de Philippe Darriulat présente un texte visant à créer une nouvelle sensibilité d’inspiration emmanuelliste voir plus largement proche de la direction du PS car elle bénéficie du soutien plus ou moins discret d’autres sensibilités (rocardien et CERES notamment). L’initiative est fermement combattue par la direction qui dénonce une politisation des débats et qui va jusqu’à « démissionner » les perturbateurs des instances nationales. L’échec des opposants est patent et ils doivent se contenter de déposer au congrès suivant une simple contribution sans lendemain.

## Sources et références
Archives de la Bibliothèque de documentation internationale contemporaine, Fonds Alexis Corbière.
Presse écrite, notamment Le Monde et le journal de l’UNEF-ID, Étudiant de France dont les premiers numéros sont consultables sur le site du Conservatoire de la mémoire étudiante.
Souvenirs d’anciens militants, notamment, Olivier Rey et Pascal Cherki